# 13월의 연정
"13월의 연정"은 1982년에 개봉한 대한민국의 영화이다.

## 캐스팅
- 박근형 : 성우현 역
- 이영옥
- 정한용
- 박양례
- 김옥진
- 최명효
- 곽건
- 김신명
- 박진희
- 구만평
- 이숙연
- 송영은
- 문신구